# South Patrick Shores
South Patrick Shores és una concentració de població designada pel cens dels Estats Units a l'estat de Florida. Segons el cens del 2000 tenia 8.913 habitants.

## Demografia
Segons el cens del 2000, South Patrick Shores tenia 8.913 habitants, 3.563 habitatges, i 2.668 famílies. La densitat de població era de 1.670,5 habitants/km².
Dels 3.563 habitatges en un 31,7% hi vivien nens de menys de 18 anys, en un 63,9% hi vivien parelles casades, en un 7,8% dones solteres, i en un 25,1% no eren unitats familiars. En el 20,9% dels habitatges hi vivien persones soles l'11,1% de les quals corresponia a persones de 65 anys o més que vivien soles. El nombre mitjà de persones vivint en cada habitatge era de 2,5 i el nombre mitjà de persones que vivien en cada família era de 2,89.
Per edats la població es repartia de la següent manera: un 24% tenia menys de 18 anys, un 5,3% entre 18 i 24, un 29% entre 25 i 44, un 22,3% de 45 a 60 i un 19,4% 65 anys o més.
L'edat mediana era de 40 anys. Per cada 100 dones de 18 o més anys hi havia 93,9 homes.
La renda mediana per habitatge era de 48.197 $ i la renda mediana per família de 53.231 $. Els homes tenien una renda mediana de 36.358 $ mentre que les dones 26.535 $. La renda per capita de la població era de 22.904 $. Entorn del 3,8% de les famílies i el 4,6% de la població estaven per davall del llindar de pobresa.

## Poblacions més properes
El següent diagrama mostra les poblacions més properes.